# طوطیچه بال‌فیروزه‌ای
طوطیچه بال‌فیروزه‌ای (نام علمی: Forpus spengelli) نام یک گونه از سرده طوطیچه‌ها است.